# سوبر كلاسيكو
كلاسيكو الأرجنتين ويسمى أيضاً سوبر كلاسيكو و ديربي بوينس آيرس (بالإسبانية: Superclásico del fútbol argentino) و(بالإنجليزية: Superclásico)، هي مباراة ديربي في رياضة كرة القدم تجمع بين قطبي الكرة في الأرجنتين ناديّ بوكا جونيورز وريفر بليت ،ويعتبر هذا الديربي من أهم ديربيات كرة القدم في العالم، يُطلق على هذا الكلاسيكو كذلك كلاسيكو الأغنياء والفقراء إذ يقع مقر نادي ريفر بليت في أحد احياء بوينس آيرس الغنية وهو ما أدى إلى أن يتهم أنصار نادي بوكا جونيورز نادي ريفر بليت بالنرجسية والطبقية.
تأسس نادي ريفر بليت سنة 1901 وفي عام 1905 تأسس بوكا جونيورز وكليهما في العاصمة الأرجنتينية بوينس آيرس، يمتلك كلا الناديين ما مجموعة 60 لقب في الدوري الأرجنتيني وبواقع 35 لقب لفريق ريفر بليت و25 لبوكا جونيورز، ويشكل أنصار الفريقيين ما يزيد عن 70% من متابعي كرة القدم في الأرجنتين بواقع 41.5% لفريق بوكا و 31.8% لفريق ريفر بليت.

## تأسيس وتاريخ الناديين

### ريفر بليت
تأسس ريفر بليت في 25 مايو 1901، يقع بضاحية (نونيس) بالعاصمة بوينس آيرس، يُلقب فريق ريفر بليت (بالمليونيرات) لأن عدداً من أعضائه من تجار الأرجنتين، ولأنه الفريق الذي لديه ميزانية هائلة على مستوى البلد تفوق الأندية الأخرى، أو لأن أغلب مشجعيه من الطبقة الراقية بالأرجنتين .

### بوكا جونيورز
تأسس بوكا جونيورز في 3 أبريل عام 1905 اجتمع خمسة مهاجرين إيطاليين في لا بوكا ببوينس آريس، وقاموا بتأسيس النادي، كانت ألوان الفريق تتضمن اللون الوردي، في عام 1907 نافس الفريق نادياً آخر لتحديد الفريق الذي يستخدم هذا اللون، ولكن بوكا جونيورز لم يستطيعوا الفوز، قررت إدارة النادي أن تجعل ألوانها بعد ذلك مثل ألوان علم دولة أول سفينة تصل إلى ميناء لا بوكا. كانت أول السفن قادمة من السويد، فاتخذ النادي ألوانه من علم السويد وهي الأزرق والذهبي، استطاع بوكا جونيورز الوصول إلى دوري الدرجة الأولى المحلي في عام 1913، وعلى عكس غريمه ريفر بليت فأن أغلب منتسبي وأنصار فريق البوكا من الطبقة الكادحة.